# 非索罗定
非索罗定（INN：fesoterodine，也译为“弗斯特罗定”）是一种含氮有机化合物，分子式C26H37NO3，可作为毒蕈碱拮抗剂，由优时比为治疗膀胱過動症（OAB）而开发，在体内的活性代謝產物为水解掉异丁酸后形成的地非索罗定，其富马酸盐的商品名为Toviaz。